# Nisipeni
Nisipeni (węg. Sándorhomok) – wieś w Rumunii, w okręgu Satu Mare, w gminie Lazuri. W 2011 roku liczyła 831 mieszkańców. 